# Licencia UEFA Pro
La Licencia UEFA Pro (UEFA Pro Licence en idioma inglés) es un título de entrenador otorgado por la UEFA (órgano rector del fútbol en Europa).

## La licencia
Esta licencia es la máxima concedida por el organismo futbolístico por encima de las Licencia UEFA "A" y Licencia UEFA "B".
Esta titulación es necesaria para aquellos que deseen dirigir técnicamente un equipo de fútbol en las categorías superiores de las ligas europeas de manera permanente, es decir, durante más de 12 semanas, tiempo máximo permitido para que entrene de manera interina alguien sin esta licencia. Sin embargo, en España la profesión de entrenador de fútbol se ha ido regularizando con el paso de los años y actualmente existe la titulación oficial de entrenador de fútbol. 
Se estableció como fecha límite el año 2010 para conseguir la licencia inhabilitando a aquellos que no lo consiguieran para seguir en su puesto.
España y otros cinco países (Alemania, Francia, Italia, Holanda, y Dinamarca) firmaron un convenio con UEFA sobre las licencias UEFA B, A, y Pro el 17 de enero de 1998. En la actualidad se han incorporado más al crear sus centros de Formación Federativos (53 asociaciones UEFA). La UEFA solo reconoce las formaciones realizadas bajo el control y supervisión de una Asociación Nacional afiliada.
Todas las licencias de UEFA B, A y PRO tienen validez de tres años, por lo que siguiendo la normativa indicada por UEFA todos los poseedores de las mismas tienen que realizar congresos, cursos, campus, jornadas o seminarios de Actualización para mantener dichas licencias y por consiguiente poder seguir entrenando.
Siempre que sean Organizados por los diversos Comités Territoriales de Entrenadores, se adjudicaran un número de puntos por cada hora; a quienes asistan con regularidad a las jornadas, congresos o cursos. Será necesario acumular en el citado período de tres años 15 horas, tiempo necesario para la actualización, e imprescindible para entrenar en cualquier competición gestionada por UEFA.
Todos los Técnicos españoles, formados en las Escuelas Territoriales de entrenadores dependientes de las federaciones, se encuentran cualificados y reconocidos por UEFA, en sus tres diferentes niveles. Es por ello que los Técnicos españoles formados en la RFEF o en las federaciones de ámbito autonómico no tienen problema alguno para poder trabajar en el Fútbol europeo y mundial, siempre de acuerdo con la titulación que posea. La Equivalencia en España que puede ser distinta en otros países es:
- UEFA “B” -------------- NIVEL 1
- UEFA “A” -------------- NIVEL 2
- UEFA “ PRO” ---------- NIVEL 3

Para los Técnicos extranjeros que quieran entrenar en el Fútbol profesional español. Si poseen licencia UEFA y actualización al día enviarán copia a la Escuela Nacional de Entrenadores de
la RFEF, que les facilitara un certificado de equivalencia para el comité territorial de entrenadores y su posterior colegiación. Si no poseen la citada licencia de UEFA, la reglamentación vigente es la siguiente:
- Art 161. Del reglamento general de la RFEF.

I. Estar en posesión de Título equivalente al Nacional y haber ejercido, como titulares, en equipos de máxima categoría de Asociaciones Nacionales afiliadas a la FIFA, por tiempo no inferior a Tres temporadas.
II. Los requisitos que prevé el apartado anterior deberán certificarse por la Federación de origen la cual acreditara, además la no concurrencia de impedimentos para la contratación.
III. La autorización para el supuesto que prevé el presente artículo la otorgará la RFEF, previo informe del Comité de Entrenadores y aprobación por parte del “ JIRA Panel “ de UEFA
En Inglaterra, el curso contiene talleres con diferentes aspectos que pasan por la preparación física, la prevención  de lesiones, la representación de jugadores o los protocolos de transferencia de jugadores. Consta de tres niveles progresivos, cada uno centrado en más detalle en profundidad. Entrenadores de fama mundial como Bobby Robson, Alex Ferguson o Fabio Capello han prestado su experiencia a los alumnos durante varios cursos.

## Estadísticas
| País       | Organismo            | Nivel 1 | Nivel 2 | Nivel 3 Licencia B | Nivel 4 Licencia A | Nivel 5 Licencia PRO | NºTitulares Lic. B | NºTitulares Lic. A | NºTitulares Lic. PRO | Notas                                                   |
| ---------- | -------------------- | ------- | ------- | ------------------ | ------------------ | -------------------- | ------------------ | ------------------ | -------------------- | ------------------------------------------------------- |
| Alemania   |                      |         |         | 430€               | 530€               |                      |                    | 5.500              | más de 1.000         |                                                         |
| España     | RFEF                 |         |         | 1.100€             | 1.200€             |                      |                    | 12.720             | 2.140                |                                                         |
| Inglaterra | Football Association | 150£    | 340£    | 2.450£             | 5.820£             |                      |                    | 1.178              | 203                  | Rebaja de un 25% para socios del "Club de entrenadores" |